# Cosmosoma parana
Cosmosoma parana är en fjärilsart som beskrevs av Embrik Strand 1917. Cosmosoma parana ingår i släktet Cosmosoma och familjen björnspinnare. Inga underarter finns listade i Catalogue of Life.